# Zeta Capricorni
Zeta Capricorni (ζ Cap / ζ Capricorni) è una stella supergigante gialla di magnitudine 3,75 situata nella costellazione del Capricorno. Dista 385 anni luce dal sistema solare.

## Osservazione
Si tratta di una stella situata nell'emisfero celeste australe; grazie alla sua posizione non fortemente australe, può essere osservata dalla gran parte delle regioni della Terra, sebbene gli osservatori dell'emisfero sud siano più avvantaggiati. Nei pressi dell'Antartide appare circumpolare, mentre resta sempre invisibile solo in prossimità del circolo polare artico. Essendo di magnitudine 3,8, la si può osservare anche dai piccoli centri urbani senza difficoltà, sebbene un cielo non eccessivamente inquinato sia maggiormente indicato per la sua individuazione.
Il periodo migliore per la sua osservazione nel cielo serale ricade nei mesi compresi fra fine agosto e dicembre; da entrambi gli emisferi il periodo di visibilità rimane indicativamente lo stesso, grazie alla posizione della stella non lontana dall'equatore celeste.

## Caratteristiche fisiche
La stella è una supergigante gialla; possiede una magnitudine assoluta di -1,68 e la sua velocità radiale positiva indica che la stella si sta allontanando dal sistema solare.

## Sistema stellare
Zeta Capricorni è un sistema stellare formato da tre componenti. La componente principale A è una stella di magnitudine 3,75, con una binaria spettroscopica situata a circa 6 U.A. dalla principale con un periodo di rivoluzione di 6,5 anni. La componente B è una nana bianca di magnitudine 12,5, separata da 21,3 secondi d'arco da A e con angolo di posizione di 013 gradi, non pare però legata fisicamente al sistema.